# Enrique López Rull
Enrique López Rull fue un arquitecto nacido en 1846 en Almería, España. Falleció en Almería el 21 de agosto de 1928.

## Biografía

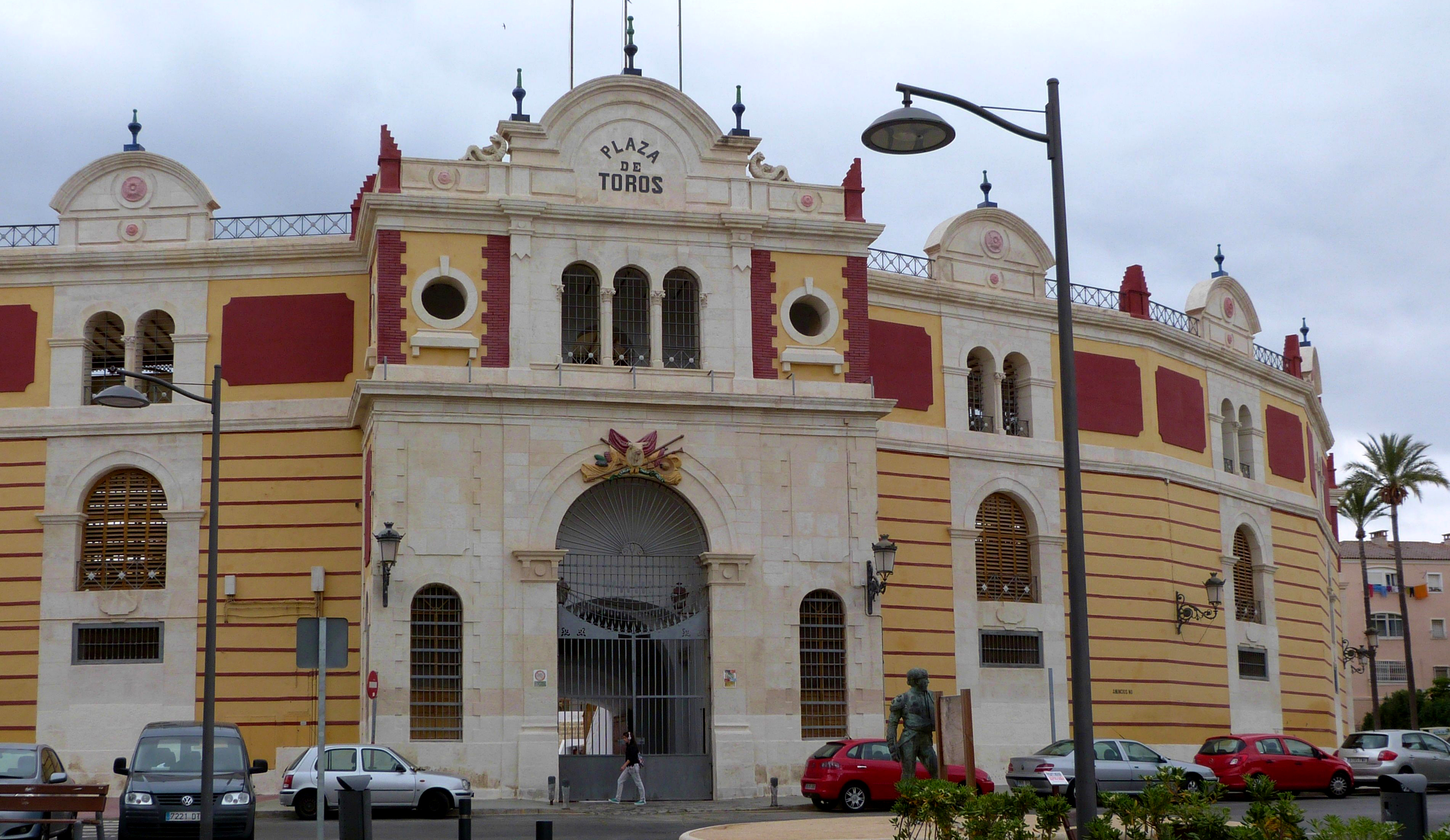
Plaza de toros de Almería

Acabó sus estudios superiores en Madrid. El 20 de agosto de 1869 se le nombra arquitecto de la Diputación Provincial de Almería. El 18 de diciembre de 1870 se le encomienda las obras del nuevo monumento dedicado a Los Coloraos en la Puerta de Purchena, entonces plaza de Cádiz. Fue vocal nato en la primera Junta del Puerto constituida en 1878. Junto con su hermano Guillermo compró la fábrica de electricidad La Constancia, la primera que ofreció tal servicio en Almería. Gestionó la venida de agua potable y su red de distribución, proyectada en 1871.
Desde 1881 promueve el desarrollo urbanístico a levante y se derriban lienzos de la antigua muralla árabe. Realiza algunas capillas funerarias en el Cementerio Municipal de San José y en el desaparecido Manicomio Provincial. En 1905 proyecta y dirige las obras del atrio de la puerta de los Perdones de la Catedral de la Encarnación de Almería. En 1910 dirige las obras de restauración de la Iglesia de San Pedro el Viejo o del Sagrado Corazón de Jesús.

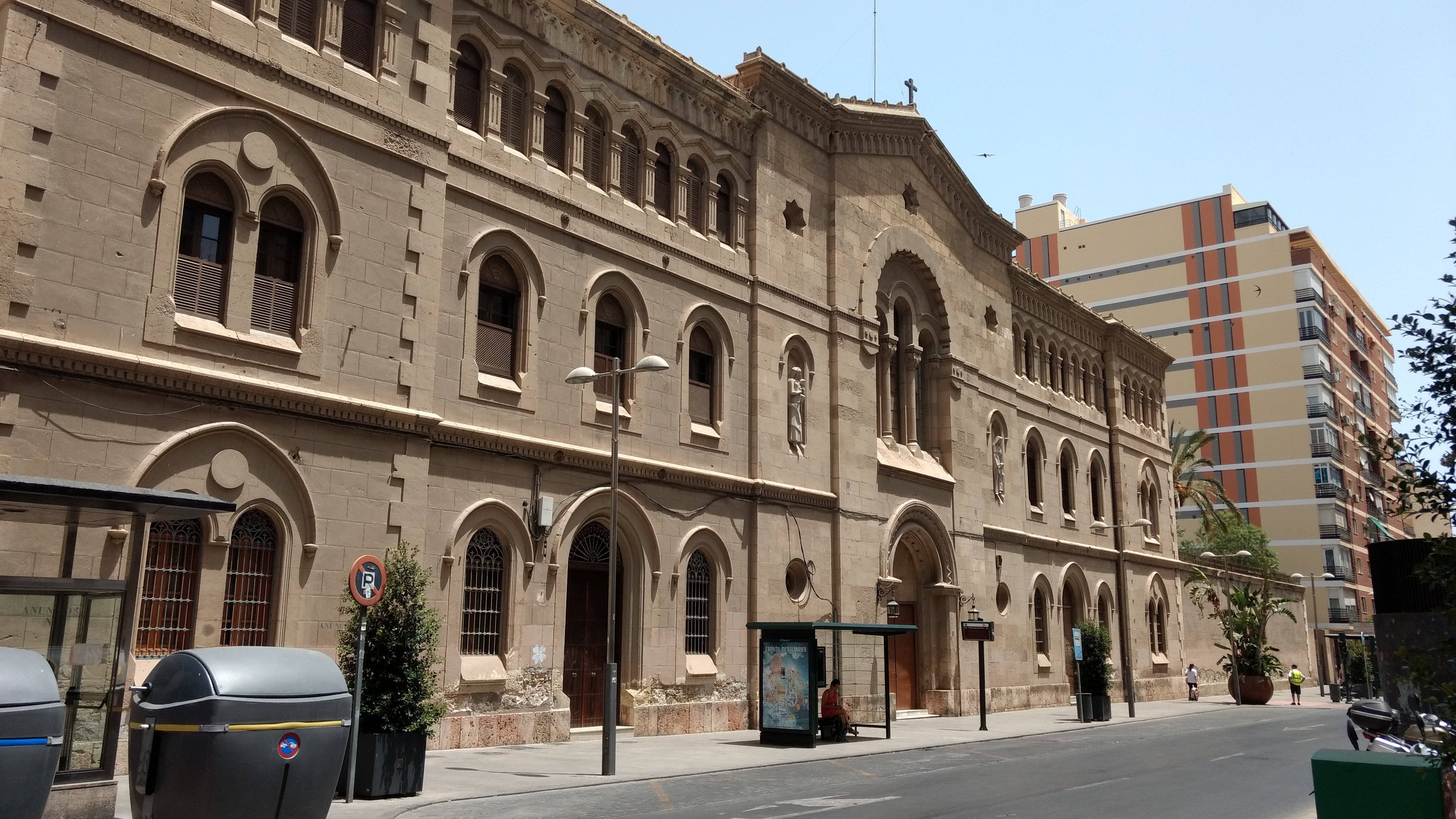
Compañía de María

Como arquitecto del obispo José María Orberá de Almería dirigió las obras del de los conventos de las Hermanitas de los Pobres, Siervas de María y Compañía de María. En estos años se realizan obras en los templos titulares de Lubrín, Cantoria, Arboleas, Uleila del Campo, Garrucha, Sierro y Turre; y las rectorías de Viator, Castro de Filabres, Arboleas, Laroya, Olula del Río, Huebro y Turre. Además, por encargo de la Diócesis de Almería, restauró casas parroquiales en Huércal de Almería, Pechina, Zurgena, Armuña de Almanzora, Chercos, Lúcar, Urrácal, Alcudia, Tahal, Lucainena de las Torres, Gádor, Rioja, Cantoria, Bacares, Serón, Líjar, Macael, Partaloa, Purchena, Somontín, Antas, Lubrín, Roquetas de Mar, Oria y Níjar.
En Almería las iglesias de San Roque (Pescadería), San José (Barrio Alto), Sagrada Familia (a expensas económicas de Juan J. Vivas Pérez), San Antonio (anterior a la actual de Ciudad Jardín), PP. Franciscanos y acceso a San Sebastián extramuros; los conventos de María Auxiliadora y el más monumental de todos ellos: la iglesia, colegio y residencia de religiosas de la Compañía de María, en la que incorporó el hierro como novedoso material constructivo.
Desde su estudio particular en la Avenida del Príncipe también diseñó edificios y viviendas de lujo o viviendas para los obreros del tipo puerta y ventana. Diseñó viviendas particulares en las calles de Granada, Paseo de San Luis, Regocijos, Padre Luque, Villaespesa, Puerta de Purchena, barrios de La Misericordia y La Caridad.

## Obras
- 1871: Monumento a Los Coloraos.
- 1876: Canal de San Indalecio.
- 1882-1885: Compañía de María.

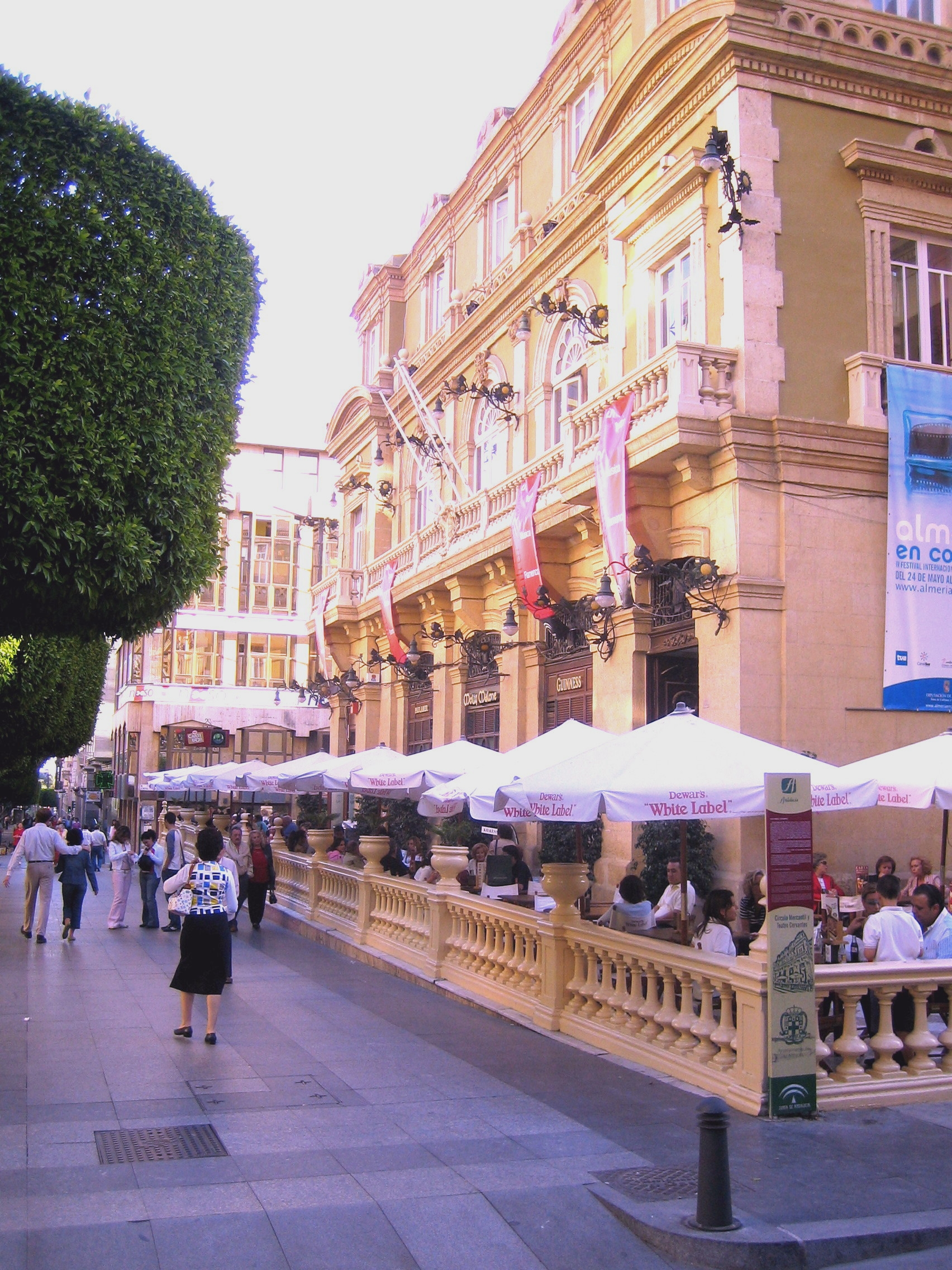
Teatro Cervantes de Almería

- 1885: Puerta del Ingenio, entrada del que fuera Ingenio de Montserrat en Almería.
- 1888: Plaza de toros de Almería, junto con Trinidad Cuartara.
- 1888: Casa-palacete de Emilio Pérez, luego Casino Cultural y ahora Delegación de Gobierno de la Junta de Andalucía.
- 1894-1899: Palacio Episcopal, junto con Trinidad Cuartara.
- 1898: Basamento pétreo de la Estatua de la Caridad.
- 1902: Edificio anterior al actual Edificio del Banco de España de Almería que data de 1953.
- 1905 o 1906: Iglesia de San Nicolás de Almería, atribuido también a Trinidad Cuartara.
- 1907: Casa de los Telamones.
- 1918: Matadero municipal, paraje de Gachas Colorás.
- 1898-1921: Círculo Mercantil e Industrial y Teatro Cervantes de Almería.
- 1927: Expediente de adquisición del Edificio de la Diputación Provincial de Almería, en la calle Navarro Rodrigo, obra del arquitecto Trinidad Cuartara.

## Estudios publicados
- Investigaciones arqueológicas-romanas en la provincia de Almería. Junto con Trinidad Cuártara y Miguel Ruiz de Villanueva.[4]